# Ekološka reakcija
Ekološka reakcija, je delovanje organizma na okolje je povezana z zadovoljevanjem življenjskih potreb npr. gradnja gnezd pridobivanje hrane. Organizem deluje tako na abiotski kot biotski del okolja - skupine organizmov na določenem kraju spreminjajo vlažnost in temperaturo neposredne okolice. Ekološka reakcija določa funkcije organizma v populaciji in biocenozi.